# Karl Frahm (Politiker)
Karl Johann Wilhelm Albert Frahm (* 3. August 1913 in Alt Meteln; † unbekannt) war ein deutscher Politiker und Funktionär der DDR-Blockpartei National-Demokratische Partei Deutschlands (NDPD).

## Leben
Frahm war der Sohn des Sattlermeisters Hermann Frahm. Er wurde Saatgutmeister der LPG „Freies Leben“ in Alt Meteln. Er trat der nach dem Zweiten Weltkrieg in der Sowjetischen Besatzungszone neugegründeten NDPD bei. Bei den Wahlen zur Volkskammer war Frahm Kandidat der Nationalen Front der DDR. Von 1963 bis 1967 war er Mitglied der NDPD-Fraktion in der Volkskammer der DDR.